# Polyandrocarpa griffithsi
Polyandrocarpa griffithsi är en sjöpungsart som beskrevs av Monniot 200. Polyandrocarpa griffithsi ingår i släktet Polyandrocarpa och familjen Styelidae. Inga underarter finns listade i Catalogue of Life.